# Elegast

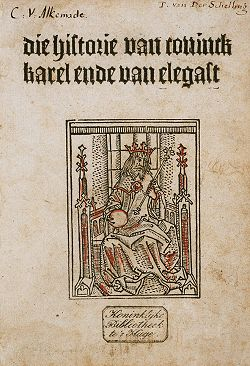
Frontispice d’une édition de la fin du Moyen Âge de Karel ende Elegast.

Elegast (esprit elfe ou invité elfe) est le héros de Karel ende Elegast (Charlemagne et Elegast), un poème épique néerlandais médiéval. Il apparaît comme un chevalier monté sur un cheval noir, un vassal exilé de Charlemagne vivant dans la forêt. Le nom néerlandais d'Elegast a été traduit Elbegast en anglais et en allemand, et Alegast dans les ballades scandinaves.

## Karel ende Elegast

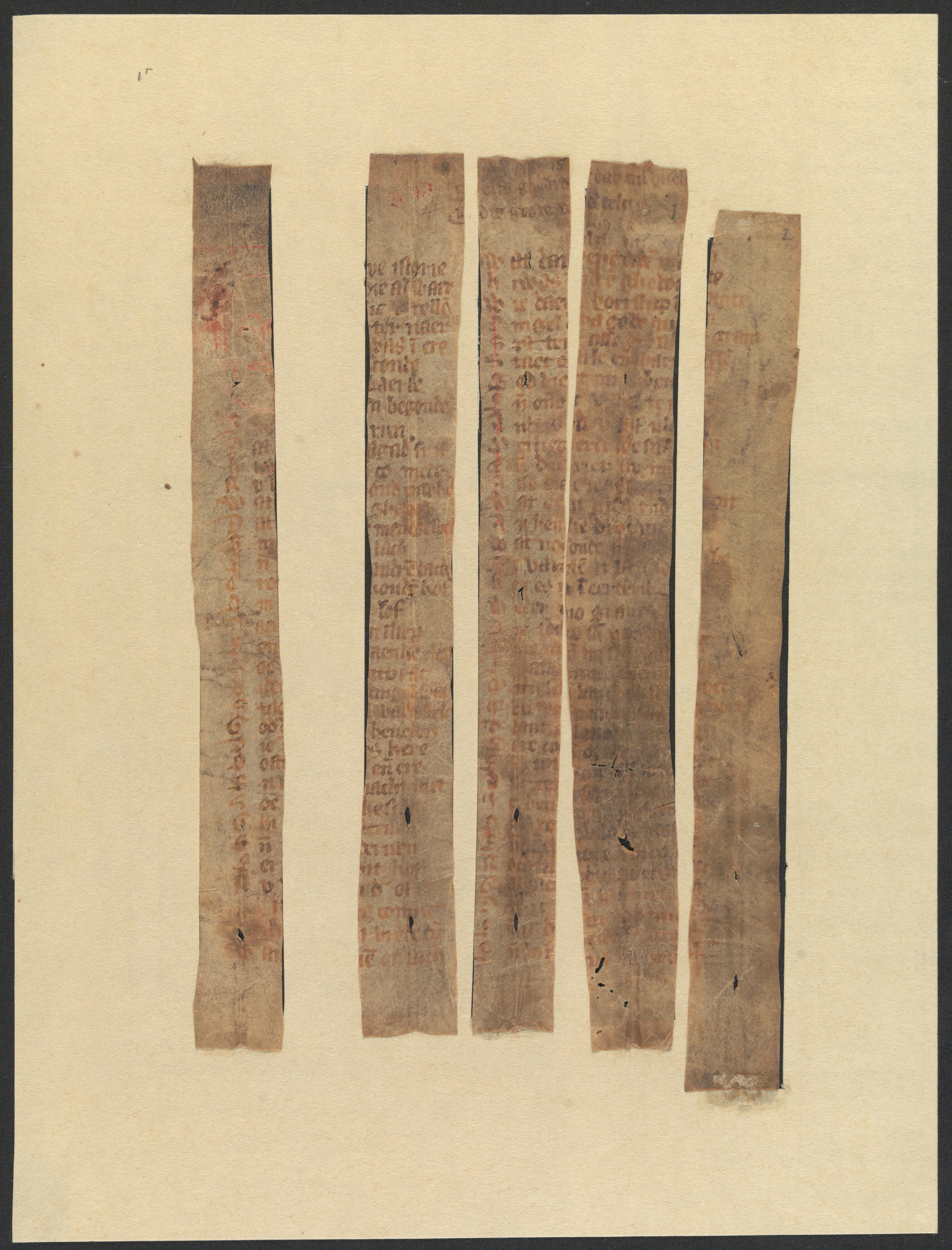
Lanières de parchemin portant le poème original Karel ende Elegast.

### Contexte
Les spécialistes s'accordent pour dire que Karel ende Elegast a été écrit en Flandre actuelle au XIIe siècle. Cependant, le texte relève d'une longue tradition orale déjà présente dans d'autres cultures, notamment en Égypte, en France et en Russie.

### Résumé
Karel ende Elegast est situé dans la région du château de Charlemagne à Ingelheim. C'est un roman de chevalerie dans lequel Charlemagne est un roi chrétien exemplaire, mené par une étrange quête à devenir voleur.
Bien que le poème ne décrive pas les origines d'Elegast, il était un vieil ami de Charlemagne tombé en disgrâce, et son nom comme son bannissement dans la forêt laisse penser qu'il était un elfe. Elegast pouvait endormir les gens par magie, ouvrir les serrures sans clé, et avait une herbe magique qui, placée dans sa bouche, lui permettait de parler aux animaux. Il vivait dans la forêt, commandant les riches et charitable envers les pauvres.
Charlemagne reçoit une vision divine lui disant d'aller se déguiser en voleur, et rencontre ainsi Elegast dans la forêt la nuit. Elegast ne reconnaît pas le roi déguisé en voleur. Lorsque Charlemagne lui propose de piller le château du roi, Elegast prouve sa loyauté envers lui en refusant de voler son roi. À la place, Elegast emmène Charlemagne cambrioler le château de son beau-frère Eggeric van Eggermonde. Une fois dans le château, Elegast entend Eggeric fomentant l'assassinat de Charlemagne, malgré l'opposition de sa femme, la sœur de Charlemagne, qui menace de tout lui révéler. Le roi est informé par Elegast de la traîtrise de son beau-frère. Le lendemain, quand Eggeric arrive à la cour, Charlemagne le fait fouiller et trouve sur lui des armes. Elegast se bat en duel avec Eggeric et expose publiquement sa traîtrise. Eggeric est tué, et sa femme est donnée en mariage à Elegast. Ce dernier recouvre alors son honneur et sa place à la cour de Charlemagne.

### Forme
Karel ende Elegast est un poème épique relativement court pour la richesse de son contenu. Il compte effectivement 1414 vers, ponctués de doublets (comme le titre Karel ende Elegast). ex: l.1 “Fraeye historie ende al waer”, l.7 “Hi was keyser ende coninc mede”, l.15 “Daer die coninc lach ende sliep”, l.210 “Lijf ende goet, machmense vaen”, l.235 “Beyde van lande ende van goede”, l.1221 “Ter nase ende ter mont uut brac”.

### Genre
C'est une œuvre littéraire typique du Moyen Âge, le texte commence et termine d'ailleurs par une interpellation directe du public, témoignant de l'inscription du texte dans la tradition orale.
La dénomination roman de chevalerie est assez controversée, il s'agit ici d'un Karelroman, c'est-à-dire un poème épique inspiré de la chanson de geste, qui lie Charlemagne constamment avec l'histoire. Pourtant, Charlemagne ne prend généralement pas de part directe à l'action comme c'est le cas dans Karel ende Elegast. On ne peut absolument pas parler d'un roman courtois, puisque l'amour courtois n'est ici pas du tout abordé. La seule présence féminine est celle de la femme d'Eggeric, qu'Elegast acquiert en coupant la tête de son mari. 
Le leitmotiv de cette histoire est plutôt la relation et la fidélité entre souverain et vassal.

## Sources
- (nl) Frits van Oostrom, Stemmen op schrift, Geschiedenis van de Nederlandse literatuur vanaf het begin tot 1300 (Histoire de la littérature néerlandaise depuis le début jusqu'à 1300), Uitgeverij Bert Bakker, Amsterdam, 2006, pp. 234-246.
- (nl) Karel en Elegast, texte et traduction de H. Adema, Taal & Teken, Groningue, 1982.
- (nl) Karel ende Elegast, literatuurgeschiedenis.org